# Laura Vandervoort
Laura Dianne Vandervoort (Toronto, 22 settembre 1984) è un'attrice canadese.
È nota soprattutto per aver interpretato il ruolo di Sadie Harrison nella serie televisiva Instant Star, e per quello di Kara nel telefilm Smallville a partire dal 2007; è stata Lisa, la figlia di Anna del telefilm V, remake della serie Visitors.

## Biografia
La Vandervoort praticò diversi sport come il football, il karate, la pallacanestro, il tennis, la ginnastica e il baseball. Dopo diverse apparizioni in show canadesi, come La strada per Avonlea e Professione? Spia!, ottiene il suo primo ruolo nella serie per bambini Piccoli brividi (apparendo in tre episodi) e in Hai paura del buio?. Dopo diverse pubblicità e ruoli in fiction come Mutant X, Prom Queen, Twice in a Lifetime, Doc, Sue Thomas: F.B.Eye, Sulle tracce di Megan, The Dresden Files, più alcuni film Disney (Invito a cena con vampiro, La squadra di bowling Alley Cats), all'età di diciannove anni la Vandervoort ottenne un posto nel cast fisso della serie televisiva canadese Instant Star, della durata di quattro stagioni, per cui ha interpretato il ruolo della sorella della protagonista, Sadie Harrison.
Nel 2006, Laura Vandervoort ottiene un ruolo nel suo primo lungometraggio per Sguardo nel vuoto assieme a Jeff Daniels, Joseph Gordon-Levitt, Matthew Goode e Isla Fisher. Altre apparizioni televisive, come in CSI - Scena del crimine, le portano l'opportunità di interpretare la cugina di Clark Kent, Kara (la ragazza destinata a diventare Supergirl), nella serie televisiva della CW, Smallville. Nel telefilm Kara possiede già tutti i superpoteri che le spettano, compreso il volo, non ancora sviluppato da Clark. La Vandervoort è stato un personaggio regolare durante la settima stagione, per ritornare nell'ottava stagione in un solo episodio, il nono, Stirpe. È tornata nel cast della decima e ultima stagione, partecipando soltanto ad alcuni episodi.
Successivamente la Vandervoort ha partecipato al sequel del film Trappola in fondo al mare, Trappola in fondo al mare 2 - Il tesoro degli abissi, per poi dedicarsi ad un progetto indipendente, The Jazzman, in cui appaiono anche le star canadesi Michael Ironside e Corey Sevier. Dal 2009 ha interpretato il ruolo dell'aliena Lisa nella serie TV V, remake della fiction fantascientifica degli anni ottanta, nelle due stagioni del telefilm. Nel 2010 la Vandervoort è stata scritturata nel cast di Riverworld in cui ha interpretato Jessie Machalan, la ragazza di Matt Ellman, un corrispondente di guerra che, dopo essere morto in un attentato, si risveglia in un mondo popolato da tutti coloro che hanno vissuto sulla Terra. Nel 2012 compare nel film Ted come collega di lavoro del protagonista del film, mentre a partire dal 2014 è la protagonista del telefilm Bitten.

## Vita privata
Nel febbraio 2014 Laura Vandervoort ha avuto una relazione con l'attore britannico Oliver Trevena, per poi separarsi nel marzo 2015; vive a Los Angeles.

## Filmografia

### Attrice

#### Cinema
- Sulle tracce di Megan, regia di John Stead (2006)
- Sguardo nel vuoto (The Lookout), regia di Scott Frank (2007)
- Trappola in fondo al mare 2 - Il tesoro degli abissi (Into the Blue 2: The Reef), regia di Stephen Herek (2009)
- The Jazzman, regia di Josh Koffman (2009)
- Damage, regia di Jeff King (2009)
- Una spia non basta (This Means War), regia di McG (2012)
- Ted, regia di Seth MacFarlane (2012)
- Scelta d'amore (Coffee Shop), regia di Dave Alan Johnson (2014)
- Saw: Legacy (Jigsaw), regia di Michael e Peter Spierig (2017)
- Rabid, regia di Jen Soska e Sylvia Soska (2019)

#### Televisione
- Piccoli brividi (Goosebumps) – serie TV, episodi 3x10-4x07-4x08 (1997-1998)
- La squadra di bowling Alley Cats (Alley Cats Strike), regia di Rod Daniel – film TV (2000)
- Invito a cena con vampiro (Mom's Got A Date With A Vampire), regia di Steve Boyum – film TV (2000)
- Twice In A Lifetime – serie TV, episodio 2x15 (2000)
- Hai paura del buio? (Are You Afraid of the Dark?) – serie TV, episodio 7x11 (2000)
- Mutant X – serie TV, episodio 1x03 (2001)
- The Gavin Crawford Show – serie TV, 1 episodio (2002)
- Prom Queen: The Marc Hall Story, regia di John L'Ecuyer – film TV (2004)
- Doc – serie TV, episodio 5x6 (2004)
- 72 Hours: Trye Crime – serie TV, episodio 2x10 (2005)
- Falcon Beach – serie TV, episodio 1x01 (2005)
- Agente speciale Sue Thomas (Sue Thomas: F.B.Eye) – serie TV, episodio 3x18 (2005)
- The Dresden Files – serie TV, episodio 1x05 (2007)
- CSI - Scena del crimine (CSI: Crime Scene Investigation) – serie TV, episodio 7x19 (2007)
- Instant Star – serie TV, 50 episodi (2004-2008)
- Marcie, una detective fuori controllo (Out of Control), regia di Jean-Claude Lord – film TV (2009)
- V – serie TV, 22 episodi (2009-2011)
- Riverworld, regia di Stuart Gillard – film TV (2010)
- Smallville – serie TV, 23 episodi (2007-2011) - Kara Zor-El/Kara Kent/Linda Danvers/Supergirl
- Amori, affari e Babbo Natale (Desperately Seeking Santa), regia di Craig Pryce – film TV (2011)
- Broken Trust - Fiducia tradita (Broken Trust), regia di Ron Oliver – film TV (2011)
- White Collar – serie TV, episodio 4x04 (2012)
- Haven – serie TV, episodi 3x12-3x13 (2012)
- Bitten – serie TV, 33 episodi (2014-2016)
- Supergirl – serie TV, episodi 1x15-1x19-1x20 (2016)
- Ice – serie TV, 5 episodi (2018)
- Private Eyes- serie TV, episodi  2x18-3x01 (2018-2019)
- V Wars – serie TV, 6 episodi (2019)

### Doppiatrice
- I Griffin (Family Guy) – serie animata, episodi 9x06-9x10-9x13 (2010-2011)
- Spider-Man: Edge of Time (2011) - videogioco

## Doppiatrici italiane
Nelle versioni in italiano delle opere in cui ha recitato, Laura Vandervoort è stata doppiata da:
- Domitilla D'Amico in La squadra di bowling Alley Cats, Instant Star, V, Marcie - Una detective fuori controllo, Saw: Legacy
- Ilaria Latini in Sguardo nel vuoto, Trappola in fondo al mare 2 - Il tesoro degli abissi
- Francesca Manicone in Riverworld
- Roberta Maraini in Bitten
- Perla Liberatori in Smallville
- Anna Lana in Invito a cena con vampiro
- Alessia Amendola in Supergirl
- Stella Gasparri in CSI: Scena del crimine
- Sabrina Duranti in CSI: NY
- Giò-Giò Rapattoni in White Collar
- Valentina Favazza in Ted
- Monica Ward in Broken Trust - Fiducia tradita
- Anna Cugini in Scelta d'amore
- Sophia De Pietro in V Wars